# Nils-David Svensson
Nils-David Svensson, född 21 juli 1906 i Bollnäs, död där 9 december 1989, var en svensk yrkesmålare och träskulptör.
Nils-David Svensson var son till skogsarbetaren Olof Georg Svensson och Martha Westling och från 1937 gift med Rut Ingegärd Horn. Som träskulptör var Svensson autodidakt och började tidigt att skära gamla Bollnäsoriginal. För Katrinebergs kapell i Bollnäs skar han en dopfunt i trä som var färdig 1958. Tillsammans med Nils Frisk, Olle Eriksson och Bengt Jonsson ställde han ut i Bollnäs 1958 och han var representerad i en utställning med Bollnäs konstcentrum 1962. 